# 佐藤永典
佐藤 永典（さとう ひさのり、1990年2月14日 - ）は、日本の俳優である。埼玉県出身。身長173cm。血液型不明。スターダストプロモーション制作3部所属。

## 来歴
- 2008年、『ミュージカル・テニスの王子様』にてデビュー。
- 2019年9月1日、ほさかよう・町田慎吾と共に、ユニット『町田と佐藤、あとほさか。』立ち上げ発表。

## 人物
- 趣味は音楽鑑賞、特技はピアノ（1995年4月に開始）。クリスマスイベントや主演映画『君へのメロディー』で披露したこともある。
- ギターにハマり練習を始めて3週間でイベントで弾き語りを披露した(選曲はYUIのI remember you)。
- 中学時代はテニス部、高校時代はバスケットボール部に所属していた。
- 好きなタイプはカワイイ人。暴力をふるわない、ヒステリーにならない人。
- 長男で弟と妹がいる。
- 酢蛸が大好物であり、イベントでは自らがデザインした“墨田さん”というタコのストラップ、ボールペン、エコバッグを発売した。

## 出演

### ミュージカル・舞台
- ミュージカル・テニスの王子様  - 財前光 役
  - The Treasure Match 四天宝寺 feat. 氷帝（2008年12月13日 - 2009年1月25日、日本青年館大ホール 他）
  - Dream Live 6th（2009年5月2日 - 3日、東京体育館/5月9日 - 10日、神戸ワールド記念ホール）
  - The Final Match 立海 First feat. 四天宝寺（2009年7月30日 - 10月4日、日本青年館大ホール 他）
  - Dream Live 7th（2010年5月7日 - 9日、神戸ワールド記念ホール/5月20日 - 23日、横浜アリーナ）
- ミュージカル『冒険者たち』 - ボーボ 役
  - ミュージカル『冒険者たち』（2009年3月5日 - 15日、シアターサンモール）
  - 再演（2010年6月10日 - 13日、サンシャイン劇場/6月19日 - 20日、テレピアホール）
- 『マグダラなマリア』 - セシル 役
  - マリア・マグダレーナ再来日公演『マグダラなマリア』〜マリアさんは二度くらい死ぬ！オリエンタルサンシャイン急行殺人事件〜（2009年11月18日 - 23日、サンシャイン劇場/11月27日 - 28日、新神戸オリエンタル劇場）
  - マリア・マグダレーナ来日公演『マグダラなマリア』〜マリアさんの夢は夜とかに開く！ 魔愚堕裸屋、ついに開店〜（2010年8月6日 - 8日、梅田芸術劇場シアター・ドラマシティ/8月12日 - 22日、サンシャイン劇場）
- Tシャツ三国志〜人中に我あり〜（2010年3月10日 - 15日、全労済ホールスペース・ゼロ） - 北澤雅英・張飛 役
- 『メモ・リアル』the PARTY!（2011年1月16日、ヤクルトホール/1月22日、テレピアホール/1月23日、オーバルホール）
- *pnish*プロデュース『黄金仮面』（2011年2月16日 - 20日、全労済ホールスペース・ゼロ/2月26日 - 27日、北國新聞赤羽ホール/3月5日 - 6日、神戸朝日ホール） - 小林芳雄 役
- 少年ハリウッド（2011年4月14日、全労済ホールスペース・ゼロ） - 本人役（日替わりゲスト）
- 遠ざかるネバーランド（2011年5月3日 - 5日、青山円形劇場） - 少年 役
- 少年探偵団（2011年10月5日 - 16日、青山円形劇場） - 主演：小林芳雄 役
- 恋する私のベーカリー（2011年12月17日 - 25日、シアターサンモール） - 高木丈太郎 役
- ロミオとジュリエットのハムレット（2012年5月8日 - 13日、銀座博品館劇場） - 主演：ロミオ＆ハムレット 役
- 舞台「ハイスクール歌劇団☆男組」（2012年9月12日 - 23日、天王洲 銀河劇場） - 服部亮太 役
- STRAIGHT ROCK PLAY 4STRIKE（2012年10月10日 - 20日、新宿FACE/10月23日 - 24日、心斎橋BIGCAT） - アキ 役
- ライチ☆光クラブ - 雷蔵 役
  - ライチ☆光クラブ（2012年12月14日 - 25日、紀伊國屋ホール）
  - 再演（2013年12月16日 - 24日、AiiA Theater Tokyo）
- 観る朗読劇「100歳の少年と12通の手紙」（2012年12月26日 - 27日、東京グローブ座） - オスカー 役
- 3150万秒と、少し（2013年2月15日 - 24日、天王洲銀河劇場/2月27日、梅田芸術劇場シアター・ドラマシティ） - 雅彦 / 渡部 / 警官 役
- WBB 
  - vol.4 『川崎ガリバー』（2013年4月20日 - 28日、青山円形劇場） - 主演：川崎明 役[2][3]
  - vol.14「Secret code～幻のゲームオーバー～」（2018年7月20日 - 22日、新神戸オリエンタル劇場 / 7月24日 - 31日、紀伊國屋サザンシアター TAKASHIMAYA）
  - WBB plus「ギャング アワー」(2019年7月30日 - 8月4日、中野ザ・ポケット)
  - vol.18 『恋するアンチヒーロー』(2021年9月4日 - 12日 赤坂RED/THEATER) - レッド役
- ドリームタッグ〜初対面でエチュードしましょう〜（2013年8月25日、あるあるYY劇場）
- 双牙〜ソウガ〜零 - ツムギ 役
  - 双牙〜ソウガ〜 （2013年11月13日 - 17日、シアター1010）
  - 再演（2014年4月9日 - 16日、シアター1010）
- ハッピーセット（2014年7月19日 - 8月3日、赤坂RED/THEATER）
- ギャングアワー（2014年9月30日 - 10月5日、新宿シアターモリエール） - 鮫洲 役
- あうるすぽっと＋毛皮族共同プロデュース　舞台「じゃじゃ馬ならし」（2014年11月20日 - 24日、あうるすぽっと）
- 極上文學 第7弾「走れメロス」（2014年12月3日 - 7日、草月ホール） - 妹 役
- 第2弾「BOYS☆TALK」（2014年12月25日 - 28日、新宿FACE）
- ロック☆オペラ　サイケデリック・ペイン（2015年4月4日 - 12日、天王洲銀河劇場/4月17日 - 19日、キャナルシティ劇場/4月30日 - 5月4日、梅田芸術劇場シアター・ドラマシティ） - REIJI 役
- 朗読劇「美男子劇場」（2015年5月13日 - 17日、築地ブディストホール）
- 學蘭歌劇『帝一の國』
  - 第二章 學蘭歌劇『帝一の國』－決戦のマイムマイム－（2015年7月12日 - 20日、AiiA 2.5 Theater Tokyo / 7月25日 - 26日、梅田芸術劇場シアター・ドラマシティ） - 夢島 玲&オールラウンダーズ 役
  - 終章 學蘭歌劇『帝一の國』―血戦のラストダンス―（2016年3月17日 - 27日、AiiA 2.5 Theater Tokyo） - 夢島玲 役
- 夜の姉妹（2015年12月11日 - 20日、品川プリンスホテル クラブeX/12月23日 - 27日、近鉄アート館） - リンダ・マインツ 役
- ムッシュ・モウソワール「レッド・ジャケット」（2016年5月11日 - 15日、草月ホール） - 宗教家 役
- 『ママと僕たち』〜たたかえ!!泣き虫BABYS〜（2016年7月8日 - 18日、AiiA 2.5 Theater Tokyo/7月22日 - 24日、梅田芸術劇場） - 柾 役
- かげろう（2016年8月10日 - 16日、恵比寿・エコー劇場） - 主演：神谷亮 役
- *pnish* vol.15「サムライモード」（2016年9月24日 - 27日、サンシャイン劇場/10月1日 - 2日、新神戸オリエンタル劇場） - 羽生凌明 役
- 戦国御伽絵巻「ソロリ」 〜妖刀村正の巻〜（2016年11月2日 - 6日、シアターサンモール） - 小平 役
- 昭和文学演劇集 第五弾「孤島の鬼―咲きにほふ花は炎のやうに―」（2017年2月3日 - 12日、赤坂RED/THEATER） - 主演：箕浦金之助 役
- 男水!（2017年年5月11日 - 21日、シアター1010 / 5月24日 - 28日、森ノ宮ピロティホール） - 滝結太 役[4]
- 戦国御伽絵巻「ヒデヨシ」（2017年8月5日 - 13日、紀伊国屋ホール） - シャチ 役
- シアターコクーン・オンレパートリー2017 DISCOVER WORLD THEATRE vol.2「危険な関係」（2017年8月10日 - 31日、Bunkamura シアターコクーン） - アゾラン 役
- 座・ALISA Reading Concert喜歌劇「天国と地獄」オッフェンバック原作より「12月25日、雪」～天国と地獄～（2017年12月11日 - 13日、天王洲 銀河劇場/ 12月20日 - 21日、サンケイホールブリーゼ）
- 「GANTZ:L」-ACT＆ACTION STAGE-（2018年1月26日 - 2月4日、天王洲 銀河劇場） - 西丈一郎 役
- ギャングアワー（2018年3月13日 - 18日、赤坂RED/THEATER） - 鮫洲 役
- 蘭 ～緒方洪庵 浪華の事件帳～（2018年5月16日 - 20日、新橋演舞場） - 瓦版屋三吉実は隠密同心 桂木一郎 役
- 演劇集団イヌッコロ 第13回公演「いえないアメイジングファミリー」（2019年1月30日 - 2月10日、中野 テアトルBONBON）
- 「錆色のアーマ」-繋ぐ-（2019年6月6 - 16日、天王洲 銀河劇場/6月22 - 23日、岡崎市民会館 あおいホール/6月27 - 30日、梅田芸術劇場 シアター・ドラマシティ）- 茨木童子 役[5]
- 溶けてゆく弟（2019年11月27日 - 12月3日、シアター711） - 弟 役
- 舞台「鬼滅の刃」（2020年1月18日 - 26日、天王洲 銀河劇場/1月31日 - 2月2日、AiiA 2.5 Theater Kobe）- 愈史郎 役[6]
- 舞台「スマホを落としただけなのに」（2020年3月20 - 29日、紀伊國屋サザンシアターTAKASHIMAYA） - 富田 誠 役
- リーディングドラマ『シスター』（2020年7月16 - 22日、オンライン上演）
- 舞台「文豪とアルケミスト」 - 北原白秋 役
  - 綴リ人ノ輪唱（カノン）（2020年9月12日 - 22日、品川プリンスホテル ステラボール / 9月25日 - 27日、京都劇場）
  - 戯作者ノ奏鳴曲（ソナタ）（2023年2月17日 - 26日、品川プリンスホテル ステラボール / 3月3日 - 5日、森ノ宮ピロティホール） - [7]
  - 紡グ者ノ序曲（2025年5月1日 - 11日、IMM THEATER / 5月17日・18日、京都劇場）[8]
- 舞台「監獄REQUIEM」（2021年2月3日 - 7日　新宿LIVE） - アキラ 役
- 「錆色のアーマ」外伝　－碧空の梟－（2021年4月15日 - 24日、品川プリンスホテルクラブeX）- 茨木童子 役
- 舞台「『終末のワルキューレ』～The STAGE of Ragnarok～」（2021年11月27日 - 12月5日 こくみん共済coopホール/スペース・ゼロ) - ヘルメス役
- 舞台『刀剣乱舞』綺伝 いくさ世の徒花（2022年3月19日 - 4月3日、明治座/4月22日 - 24日、福岡サンパレスホテル＆ホール/4月30日 - 5月15日、新歌舞伎座）- 千々石ミゲル 役
- 舞台「パタリロ!」～ファントム～（2022年9月1日 - 11日、天王洲 銀河劇場 / 9月17日 - 19日、サンケイホールブリーゼ）- ザカーリ 役[9]
- ちびまる子ちゃん THE STAGE『はいすくーるでいず』（2022年12月15日 - 25日、天王洲 銀河劇場） - 永沢君男 役[10]
- 舞台「わたしの幸せな結婚」－帝都陸軍オクツキ奇譚－」（2023年8月11日 - 20日、シアター1010） - 辰石一志 役[11]
- 燕のいる駅-ツバメノイルエキ-（2023年9月23日 - 10月8日、紀伊國屋ホール / 10月14日、松下IMPホール） - 荒井湊 役[12]
- 舞台『咎人の刻印〜レミニセンス〜』（2024年1月18日 - 28日、紀伊國屋ホール） - 寵 役[13]
- 『ROCK MUSICAL BLEACH』 - 石田雨竜 役
  - 〜Arrancar the Beginning〜（2024年5月12日 - 26日、天王洲 銀河劇場 / 5月31日 - 6月2日、COOL JAPAN PARK OSAKA WWホール）[14]
  - 〜Arrancar the Final〜（2025年2月8日 - 24日、天王洲 銀河劇場 / 3月1日 - 9日、COOL JAPAN PARK OSAKA WWホール）[15]
- ミュージカル『暁のヨナ』（2024年7月20日 - 28日、シアターH） - テジュン 役[16]
- キ上の空論 獣三作 三作め『緑園にて祈るその子が獣』（2024年9月11日 - 16日、本多劇場）[17]
- DisGOONie Presents Vol.14 reading mindfulness『chill moratorium』チルモラトリアム（2024年9月14日 - 23日、シアターH / 9月27日 - 29日、COOL JAPAN PARK OSAKA TTホール）[18]
- 甦夢THEATRE『黄金仮面-masque dore-』（2024年10月11日 - 20日、天王洲 銀河劇場） - 小林芳雄 役[19]
- 『多重面奏』-町田慎吾30周年記念公演-（2024年11月16日、シアター・アルファ東京）[20]
- 舞台『桃源暗鬼』-練馬編-（2025年1月4日 - 19日、天王洲 銀河劇場） - 淀川真澄 役[21]
- キ上の空論『人骨のやらかい』（2025年6月12日 - 17日、紀伊國屋サザンシアター TAKASHIMAYA）[22]
- 朗読劇『あの花が咲く丘で、君とまた出会えたら。』（2025年7月6日〈予定〉、シアター1010） - 彰 役[23]
- ミュージカル『黒執事』〜緑の魔女と人狼の森〜（2025年9月12日 - 15日〈予定〉、梅田芸術劇場 メインホール / 9月21日 - 28日〈予定〉、Kanadevia Hall） - スネーク 役[24]

### 映画
- 僕らはあの空の下で（2009年8月22日、日本出版販売） - 山本鉄平 役
- 月と嘘と殺人（2010年2月27日、リベロ マジカル） - 花島 役
- 君へのメロディー（2010年10月9日、日本出版販売） - 主演：木下トキヤ 役
- ライトノベルの楽しい書き方（2010年12月4日、アートポート） - 主演：与八雲 役
- 行け!男子高校演劇部（2011年8月6日、ショウゲート） - 小森 役
- 王様ゲーム（2011年12月17日、BS-TBS） - 橋本直也 役
- ガチバン TRIBAL（2012年9月、AMGエンタテインメント） - 心愛 役
- パーティは銭湯からはじまる（2012年12月1日、日本出版販売） - 月野 役
- ガチバン スプレマシー2（2013年5月18日、AMGエンタテインメント） - 心愛 役
- 非金属の夜 nonmetal night（2013年6月15日、アイエス・フィールド）
- Bright Audition（2014年4月12日、日本出版販売） - 関根リュウ 役
- Z〜ゼット〜果てなき希望（2014年7月26日、エスピーオー）
- 海すずめ（2016年7月2日、アークエンタテインメント） - 清家壮太 役
- 中野JK 退屈な休日 Boring Holiday（2016年9月24日、アールツーエンターテインメント）
- Please Please Please（2017年1月14日、パーフェクトワールド） - ナオ 役[25]
- Sea Opening（年2月10日、パーフェクトワールド） - ナオ 役
- やっさだるマン（2018年4月21日、スターキャット） - 主演：如月肇 役
- 霊犬戦士ハヤタロー 伊那谷幽玄の戦い（2020年2月14日、シネマ・エンタテインメント） - 主演：伏木夢生 / 霊犬戦士ハヤタロー（声） 役
- 浅草花やしき探偵物語 神の子は傷ついて（2020年7月10日、パーフェクトワールド） - 白石圭一 役
- 合間にて... between （2021年公開予定）
- トリカゴ Bird Cage (2021年公開予定)
- 銀幕彩日 A Theater with a View (2021年公開予定)

### テレビドラマ
- 新選組血風録 第6話（2011年5月、NHK BSプレミアム） - 加納惣三郎 役
- ろくでなしBLUES 第9話（2011年8月31日、日本テレビ） - 小栗翔太郎 役
- 恋する私のベーカリー（2012年1月、LaLa TV） - 高木丈太郎役
- 生涯ライバル 兄・長門裕之×弟・津川雅彦（2012年4月、NHK BSプレミアム） - 津川雅彦（中学生〜青年期）役
- 仮面ライダーウィザード 第4、5話（2012年9月23日・30日、テレビ朝日） - 高木栄作 役
- ハイスクール歌劇団☆男組（2012年10月6日、中部日本放送） - 服部亮太 役
- 山田くんと7人の魔女 第4話（2013年8月31日、フジテレビ） - 渋谷敬吾 役
- ドラマ版 猫侍Season2 第2話（2015年4月）
- 男水!（2017年1月 - 3月、日本テレビ） - 滝結太 役[4]
- 妖怪！百鬼夜高等学校（2018年10月18日 - 12月28日、BS日テレ）- 妖狐 役
- 闇芝居（生）（2020年9月 - ）

### その他のテレビ番組
- INsideOUT（2009年6月、BS11） - DVD「Memo・Real」後編に収録
- ドラマティックジャーニー「佐藤永典 プーケットの輝き」（2010年8月7日、ABC）
- ビットワールド（2010年度 - 2019年度、NHK教育） - カイ・さとう君・エイテロウ役（不定期出演）
- ドラマチック・アクターズ・ファイル #05（2011年5月2日、NHKワンセグ2）

### WEBドラマ
- 恋する私のベーカリー（2012年2月、LISMOドラマ!） - 高木丈太郎 役
- さよなら、キノコ（2012年6月、テレ朝動画） - 栄太 役

### DVD
- Memo・Real DVD 前編「ニュースの時間です。」（2009年10月23日）
- Memo・Real DVD 後編「ニュースの時間でした。」（2009年11月27日）
- TEENAGE -映画「月と嘘と殺人」スピンオフ-（2010年1月20日）
- Search for my roots 滝口幸広＆佐藤永典 プライベートジャーニー in台湾【第1巻】高雄編（2010年2月19日）
- Search for my roots 滝口幸広＆佐藤永典 プライベートジャーニー in台湾【第2巻】花蓮編（2010年03月19日）
- Search for my roots 滝口幸広＆佐藤永典 プライベートジャーニー in台湾【第3巻】台北編（2010年4月16日）
- ミュージカル・テニスの王子様  Supporter's DVD VOLUME12 四天宝寺A編（2010年2月27日）
- ドラマティックジャーニー 佐藤永典 プーケットの輝き（2010年9月1日)
- 「君へのメロディー」メイキングDVD トキヤの呼吸 Breath of 佐藤永典（2010年10月6日)
- ハッピーレシピ！〜美男たちの昼下がり〜（2011年11月2日）
- 王様ゲーム　ナビゲート（2011年11月3日）
- 佐藤永典DVD「Crossover」（2012年3月30日）
- コワバナJ 放課後の怪談（2012年8月3日） - 雄也役（「幽霊部員」）
- ハッピーレシピIII  男子！チューボーに入ります！（2012年9月5日）
- ハッピーレシピIV  アウトドアしちゃいました！（2013年4月3日）
- 「花の!85年組!」スペシャルEvent《第一部》『85年組VS95年組』（2016年2月）

### 写真集
- ハービー・山口写真誌『アンビシャス』NO.5（2009年8月5日、スタジオワープ）
- 佐藤永典 ポストカードブック『え〜〜〜〜〜〜〜てん』（2009年9月15日、スタジオワープ）
- アルティメット プレイヤー イケメン×コスプレ ビジュアルブック（2010年5月21日、学研パブリッシング）
- 佐藤永典 フォトブック 「いいかんじ。」（2010年5月27日、ワニブックス）
- エムグラ特別編集「イノセント〜天使のような〜」（2011年3月11日、学研パブリッシング）
- コンセプトフォトブック「アマネ♰ギムナジウム(仮)」（2019年7月12日、インディペンデントワークス）

### インターネットTV
- メモ・リアル The Party!企画会議生放送（2010年10月23日、マーベラスAQL公式ちゃんねる まべちゃん）
- メモ・リアル The Party!企画会議生放送vol.2（2010年11月13日、マーベラスAQL公式ちゃんねる まべちゃん）
- 滝口幸広＆佐藤永典のテキパキいこーぜ！（基本2人でもたまに1人）（2011年1月2日 - 2012年12月23日、あっ!とおどろく放送局） - レギュラー出演
- 聖エクレール学園〜男子部〜（2011年7月16日・9月17日、DMMライブトーク）
- 美沙子の月1南青山 in 湯澤さん家（2011年9月11日、ニコニコ生放送）
- コカ・コーラパークTV（2011年9月16日、コカ・コーラパーク）
- mmmm☆エクスタシー（2011年9月25日、ニコニコ生放送）
- ギリギリモーニング（2011年12月27日、ニコニコ生放送）
- ヒートアップ・イブ（2011年12月27日、ニコニコ生放送）
- トリプル・ゾーン（2012年2月20日、ニコニコ生放送）
- 極上弾き語りスナック  スナック ラ♪ラ♪ラ（2012年2月24日 - 12月30日、ニコニコ生放送） - レギュラー出演
- mmmmエクスタシ〜?（2012年2月28日 - 10月30日、ニコニコ生放送） - レギュラー出演

### テレビアニメ
- ライチ DE 光クラブ（2012年10月1日 - 11月19日、TOKYO MX） - 雷蔵 役

### ゲーム
- イケメンヴァンパイア◆偉人たちと恋の誘惑（2017年） - テオドルス・ファン・ゴッホ 役[26]

### CM
- LeTao（2011年9月）
- 日本マクドナルド ホワイトチェダー「私たちみたい」篇（2013年12月）

### PV
- MAY'S『君に届け』（2011年1月19日）
- 果山サキ『FLY!』（2011年11月19日）

### その他
- 河合塾 広告ポスター（2008年11月 - 2009年3月）
- NTT docomo 広告「鉄人28号」新生活篇（2010年3月）